# Gil Beni
Gil Beni (in ebraico גיל בני‎?; Tel Aviv, 27 ottobre 1998) è un cestista israeliano.